# Friedrich Büchsel
Friedrich Büchsel (* 2. Juli 1883 in Stücken; † 5. Mai 1945 in Rostock) war ein deutscher evangelischer Theologe.

## Leben
Friedrich Büchsel wurde als Sohn des Pastors und späteren Generalsuperintendenten Johannes Büchsel in Stücken (heute ein Ortsteil von Michendorf) bei Potsdam geboren. Er besuchte das Gymnasium in Cottbus und das Gymnasium Paulinum in Münster. Es folgte ab 1901 ein Theologiestudium an der Universität Tübingen. Nach zwei Semestern wechselte Büchsel an die Universität Halle, wo er 1904 die erste theologische Prüfung ablegte. Die zweite theologische Prüfung folgte 1907 in Stettin. Im Anschluss promovierte Büchsel mit der Dissertation Die Christologie der Offenbarung Johannes zum Dr. theol. E war Mitglied der christlichen Studentenverbindungen Hallenser Wingolf (seit 1901), Tübinger Wingolf (seit 1902) und Rostocker Wingolf (seit 1920).
Seine berufliche Laufbahn begann Friedrich Büchsel als Inspektor am Predigerseminar Soest. Ab 1909 war er in gleicher Stellung im Tholuck-Konvikt in Halle (Saale) tätig. Im Juni 1911 habilitierte er sich an der Universität Halle mit der Arbeit Der Begriff der Wahrheit in dem Evangelium und den Briefen des Johannes für das Fach Neues Testament. Ein erster Entwurf war 1910 von Wilhelm Lütgert zurückgewiesen worden. Begründet wurde die Rückweisung mit dem Vorwurf einer Neigung zur „spekulativen Theologie“. Danach arbeitete Büchsel als Privatdozent in Halle.
Im Ersten Weltkrieg war Friedrich Büchsel als Feldpfarrer eingesetzt. Er war Träger des Eisernen Kreuzes II. Klasse. 1916 erhielt er ein Extraordinariat an der Universität Greifswald und 1918 ein Ordinariat an der Universität Rostock. Friedrich Büchsel war Mitglied der Deutschnationalen Volkspartei und des Nationalsozialistischen Lehrerbunds. Er wurde in den Wirren des Kriegsendes von Plünderern angeschossen und starb an den Verletzungen.

## Schriften (Auswahl)
- J. G. Fichte. Ideen über Gott und Unsterblichkeit. Zwei religionsphilosophische Vorlesungen aus der Zeit vor dem Atheismusstreit. Leipzig : Felix Meiner 1914
- Geschichte des Hallenser Wingolf, in: Hans Waitz: Geschichte der Wingolfsverbindungen, Darmstadt : Verlag des Verbandes alter Wingolfiten 1914
- Kirche und Sozialdemokratie. Gütersloh : C. Bertelsmann 1921
- Die Christologie des Hebräerbriefs. Gütersloh : C. Bertelsmann 1922
- Der Geist Gottes im Neuen Testament. Gütersloh : C. Bertelsmann 1926
- Johannes und der hellenistische Synkretismus. Gütersloh : C. Bertelsmann 1928
- Die Johannesbriefe (Theologischer Handkommentar zum Neuen Testament 17). Leipzig : Deichert  1933
- Das Evangelium nach Johannes (Das Neue Testament Deutsch). Göttingen : Vandenhoeck & Ruprecht 1934 (5. Aufl. 1949)
- Theologie des Neuen Testaments : Geschichte des Wortes Gottes im Neuen Testament. Gütersloh : Bertelsmann, 1935 (2. Aufl. 1937)
- Die Offenbarung Gottes. Gütersloh : Bertelsmann 1938
- Die Hauptfragen der Synoptikerkritik. Auseinandersetzung mit R. Bultmann, M. Dibelius und ihren Vorgängern. Gütersloh : Bertelsmann 1939
- Die Entstehung unseres Neuen Testaments. Gütersloh : Der Rufer 21946
- Jesus. Verkündigung und Geschichte. Gütersloh : Bertelsmann 1946